# Контрада д'Аполони (Л'Аквила)
Контрада д'Аполони (итал. Contrada d'Appolloni) је насеље у Италији у округу Л'Аквила, региону Абруцо.
Према процени из 2011. у насељу је живело 107 становника. Насеље се налази на надморској висини од 698 м.